# Elisabeta Lipă
Elisabeta Lipă (Siret, Roemenië, 26 oktober 1964) is een oud - internationaal toproeister uit Roemenië, die werd geboren onder de naam van Elisabeta Oleniuc. Ze is de meest gedecoreerde roeister in de geschiedenis van de Olympische Spelen, door het winnen van vijf keer goud, twee zilveren en een bronzen medaille. Enkel het vijf keer opeenvolgend goud van Sir Steve Redgrave kan wedijveren met de Olympische roei-prestaties van Elisabeta Lipă.
Lipa debuteerde net zoals Redgrave op 19-jarige leeftijd op de Olympische Zomerspelen 1984 in Los Angeles, Californië, waar ze haar eerste gouden medaille won in de dubbeltwee. Ze won haar laatste gouden medaille in de acht-met stuurvrouw op de Olympische Spelen van Athene in 2004. Ze is de enige persoon die goud won in de twee eersterangs roeievenementen: de skiff (single scull) en de acht. Ze is ook een van de weinige vrouwen die goud behaalde in zowel een sculling (twee roeiriemen per persoon) en boord/punt/sweep - roeien (een roeispaan per persoon) - evenement. (Canada's Kathleen Heddle en Marnie McBean bereikten hetzelfde, sculling en boord/punt - gouden medailles in 1992 en 1996 en haar teamgenote Marioara Popescu in 1984 en in 1996.)
Ze won de 2008 Thomas Keller Medaille Roeien op de World Cup in Luzern.
Tegenwoordig is Elisabeta Lipă de Voorzitter van de Nationale Roemeense Roeibond.

## Roeien op de Olympische Zomerspelen
- Olympische Zomerspelen 1984, , dubbeltwee (2x) olympisch kampioene. (19)
- Olympische Zomerspelen 1988, , dubbeltwee (2x)
- Olympische Zomerspelen 1988, , dubbelvier (4x)
- Olympische Zomerspelen 1992, , dubbeltwee (2x)
- Olympische Zomerspelen 1992, , skiff (1x) tweede keer olympisch kampioene.
- Olympische Zomerspelen 1996, , acht (8 +)
- Olympische Zomerspelen 2000, , acht (8 +)
- Olympische Zomerspelen 2004, , acht (8 +) 5de keer olympisch kampioene. (39)

## Wereldkampioenschappen Roeien
- 1982, 3de dubbelvier
- 1983, 3de, dubbeltwee (2x)
- 1985, 3de (2x)
- 1986, 2de (2x)
- 1987, 2de (2x)
- 1989, 2de (2x)
- 1989, 1ste, skiff en wereldkampioene (24)
- 1990, 6de, skiff
- 1991, 2de, skiff
- 1991, 2de, dubbeltwee
- 1993, 7de, Skiff
- 1993, 6de, dubbeltwee
- 1994, 3de, acht
- 1994, 2de, dubbeltwee
- 1999, 9de, dubbelvier
- 2003, 2de, acht

1976: Christine Scheiblich ·
1980: Sanda Toma ·
1984: Valeria Răcilă-Rosça ·
1988: Jutta Behrendt ·
1992: Elisabeta Lipă-Oleniuc ·
1996: Jekaterina Chodotovitsj ·
2000: Jekaterina Karsten ·
2004: Katrin Rutschow-Stomporowski ·
2008: Roemjana Nejkova ·
2012: Miroslava Knapková ·
2016: Kimberley Brennan-Crow ·
2020: Emma Twigg ·
2024: Karolien Florijn
1976: Svetla Otsetova & Zdravka Jordanova ·
1980: Jelena Chloptseva & Larissa Popova ·
1984: Marioara Popescu & Elisabeta Oleniuc ·
1988: Birgit Peter & Martina Schröter ·
1992: Kerstin Köppen & Kathrin Boron ·
1996: Marnie McBean & Kathleen Heddle ·
2000: Jana Thieme & Kathrin Boron ·
2004: Georgina Evers-Swindell & Caroline Evers-Swindell ·
2008: Georgina Evers-Swindell & Caroline Evers-Swindell ·
2012: Katherine Grainger & Anna Watkins   ·
2016: Magdalena Fularczyk-Kozłowska & Natalia Madaj ·
2020: Nicoleta-Ancuța Bodnar & Simona Radiș ·
2024: Brooke Francis & Lucy Spoors
1976: Goretzki & Knetsch & Richter & Ahrenholz & Kallies & Ebert & Lehmann & Müller & Wilke ·
1980: Boesler & Neisser & Köpke & Schütz & Kühn & Richter & Sandig & Metze & Wilke ·
1984: O'Steen & Metcalf & Bower & Graves & Flanagan & Norelius & Thorsness & Keeler & Beard ·
1988: Strauch & Zeidler & Haacker & Wild & Kluge & Schröer & Balthasar & Stange & Neunast ·
1992: Barnes & Taylor & Delehanty & Crawford & McBean & Worthington & Monroe & Heddle & Thompson ·
1996: Tănase & Cochelea & Gafencu & Spîrcu & Olteanu & Lipă & Popescu & Ignat & Georgescu ·
2000: Damian & Susanu & Olteanu & Cochelea & Dumitrache & Lipă & Gafencu & Ignat & Georgescu ·
2004: Florea & Susanu & Bărăscu & Papuc & Gafencu & Lipă & Damian & Ignat & Georgescu ·
2008: Cafaro & Cummins & Davies & Francia & Goodale & Lind & Logan & Shoop & Whipple ·
2012: Cafaro & Francia & Lofgren & Ritzel, Musnicki & Logan & Lind, Davies & Whipple ·
2016: Elmore & Gobbo & Logan & Musnicki, Polk & Regan & Schmetterling & Simmonds & Snyder ·
2020: Roman & Gruchalla-Wesierski & Roper & Proske & Grainger & Mailey & Payne & Wasteneys & Kit ·
2024: Rusu & Anghel & Bodnar & Lehaci & Adam & Bereș & Vrînceanu & Radiș & Petreanu